# Armee XXI

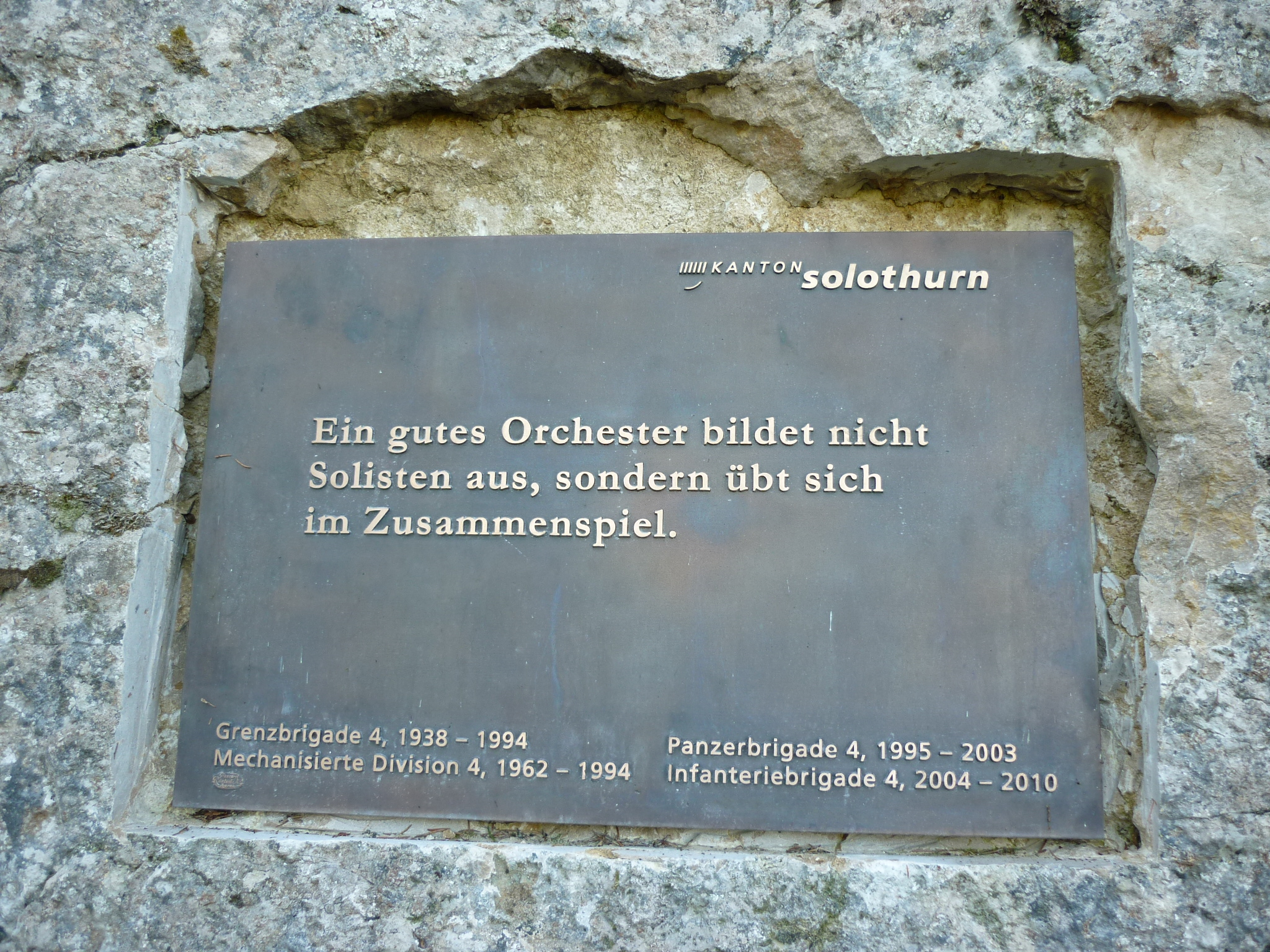
Gedenktafel für aufgelöste Armeeverbände, Passwang

Armee XXI (gesprochen als Armee Einundzwanzig) war ein grossangelegtes Reformprojekt, mit dem die Schweizer Armee der veränderten Sicherheitslage in Mitteleuropa im 21. Jahrhundert Rechnung tragen sollte. Das zugrundeliegende Militärgesetz wurde am 18. Mai 2003 in einer Volksabstimmung angenommen. Es sah insbesondere eine Verkleinerung der Mannschaftsstärke und vermehrte Kooperation mit ausländischen Partnern vor. Die vorherige Struktur Armee 95 wurde durch die Armee XXI abgelöst.

## Politik
Am 24. Oktober 2001 unterbreitete der Bundesrat der Bundesversammlung seine Botschaft zur Armeereform XXI und zur Revision der Militärgesetzgebung. Der Nationalrat und der Ständerat stimmten der Änderung des Militärgesetzes am 4. Oktober 2002 zu. Im Nationalrat sprachen sich die Fraktionen der FDP, der CVP und der LPS dafür aus, die Fraktion der GPS lehnte die Vorlage ab und die Fraktionen der SP und der SVP waren gespalten. Ein Bürgerkomitee um Divisionär a. D. Hans Wächter zusammen mit dem rechtskonservativen Jugendverband Young4FUN.ch und der Aktion Volk und Heimat ergriff das fakultative Referendum gegen die Reform. In der Volksabstimmung vom 18. Mai 2003 genehmigte das Schweizer Volk die Vorlage «Armee XXI – Änderung des Bundesgesetzes über die Armee und die Militärverwaltung» mit 76 Prozent Ja-Stimmen.

## Ziele
Die Armee XXI sollte eine Anpassung der Schweizer Armee an die veränderte Bedrohungslage in Europa sein. Die Kosten wurden nicht im Umfang der Truppenreduktion gesenkt. Die durch die Truppenreduktion frei gewordenen Mittel sollten in neue Technologien investiert werden.

## Änderungen
Die Reform griff sehr tief in die Struktur der Armee ein, nachfolgend sind die wichtigsten Änderungen aufgelistet:
- Der aktive Truppenbestand wurde von 360'000 Personen auf 120'000 gesenkt. Im Ernstfall sollten jedoch sofort 100'000 Mann zusätzlich aktiviert werden können.
- Die Truppenverbände der Kantone wurden abgeschafft.
- Die Rekrutierung dauerte drei Tage statt nur einen Tag. Zu den Sportprüfungen kamen psychologische Tests hinzu, aufgrund derer Rekruten bereits Kaderempfehlungen erhalten konnten.
- Die Rekrutenschule (RS) dauerte statt 15 je nach Truppengattung 18 bzw. 21 Wochen. Es wurde ein dritter RS-Start im Herbst eingeführt.
- Die Kaderausbildung für Milizoffiziere und -unteroffiziere wurde neu aufgebaut. Kaderanwärter absolvierten nur noch einen Teil der RS, danach wechselten sie in die Anwärterschule, wo sie zu Gruppenführern ausgebildet bzw. auf die Offizierslaufbahn vorbereitet wurden. Ein grosser Teil der Ausbildung basierte auf dem neuen Lehrmittel FUM (Führung für untere Milizkader). Offiziersanwärter wurden direkt zu Leutnants ausgebildet und übersprangen im Unterschied zur Armee 95 den Dienst bei der Truppe als Unteroffizier.
- Die Gradstruktur wurde jener der NATO-Armeen angepasst, um bei multinationalen Einsätzen Komplikationen zu vermeiden. Gruppenführer dienten neu im Grad eines Wachtmeisters (früher Korporal).
- Die Logistikbasis der Armee (insb. Zeughäuser) wurde gestrafft. Dies führte zur Schliessung von Zeughäusern und zum ersten Mal in der Geschichte der Schweizer Armee zur Entlassung von Berufspersonal.
- Neu wurde die Schweizer Armee in Brigaden und Bataillone gemäss den NATO-Armeen gegliedert. Armeekorps und Divisionen wurden abgeschafft.[5] Man versprach sich davon grössere Flexibilität. Sie verfügte so nun über vier Infanteriebrigaden, drei Gebirgsinfanteriebrigaden, zwei Panzerbrigaden, eine Führungsunterstützungsbrigade und eine Logistikbrigade. Die Territorialregionen entsprachen weitgehend den früheren Territorialdivisionen.
- Es gibt nur noch 3 Korpskommandanten, wovon einer als Chef der Armee, einer als Kommandant Heer und einer als Kommandant Luftwaffe amtet, anstatt wie bisher 7. Es entfallen die Funktionen des Ausbildungschef und der Kommandanten der Armeekorps.

## Meinungen
Beim militärischen Berufspersonal der Armee und ehemaligen hohen Offizieren war die Reform umstritten. Es litt in der Umbauphase unter fehlenden Informationen und dem Organisationschaos. Belastend war auch die Angst um die eigene Berufsperspektive. Auch unter Milizoffizieren war die neue Kaderausbildung umstritten. Bemängelt wurde die fehlende praktische Führungserfahrung. Offiziere erhalten nun ihre erste Führungsfunktion bei der Truppe (je nach Truppengattung) erst nach ca. 47 Wochen Ausbildung. Früher dienten angehende Offiziere 15 Wochen als Unteroffiziere, meist in einer Rekrutenschule.

## Umsetzung und Ablösung
Der Sollbestand der Armee gemäss Armeeorganisation (AO SR 513.1, Artikel 5) betrug «zur Erfüllung ihrer Aufträge höchstens 220.000 Militärdienstpflichtige» und «die aktive Armee hatte einen Bestand von höchstens 140.000 Militärdienstpflichtige».
Auf das Einführungsprojekt Armee XXI folgte im Mai 2005 ein neues Reformpaket mit dem Planungshorizont 2008–2011. Die Schweizer Armee sollte vermehrt subsidiäre Sicherungseinsätze leisten können und daher bei gleichem Truppenbestand infanterielastiger werden. Panzertruppen wurden abgebaut mit dem Ziel, neue Aufgaben wie Objektschutz besser durchführen zu können und gleichzeitig Kosten zu sparen.
Das im Armeebericht 2010 skizzierte Grundmodell sah noch 80.000 Armeeangehörige vor und entsprach mit einem Ausgabenplafond von 4,4 Milliarden Franken den finanzpolitischen Vorgaben des Bundesrates. Die Vereinigung ehemaliger und eingeteilter Angehöriger der Schweizer Armee (Pro Militia) stützte sich auf das vom VBS beim St. Galler Rechtsprofessor Rainer J. Schweizer in Auftrag gegebene Gutachten und bemängelte, dass eine glaubwürdige Grösse der Armee für ihre verfassungsmässige Aufgabe nicht über die Budgetplafonierung festgelegt werden dürfe.
Die Armee XXI wurde am 1. Januar 2018 von der Reform Weiterentwicklung der Armee (WEA) mit einem Sollbestand von 100.000 Militärdienstpflichtigen abgelöst. Die Rechtsgrundlagen zur Weiterentwicklung der Armee (Militärgesetz, 513.1 Verordnung der Bundesversammlung über die Organisation der Armee (Armeeorganisation, AO)) wurden am 18. März 2016 durch beide Räte verabschiedet. Sie wurden am 29. März 2017 vom Bundesrat in Kraft gesetzt.

## Gliederung der Armee

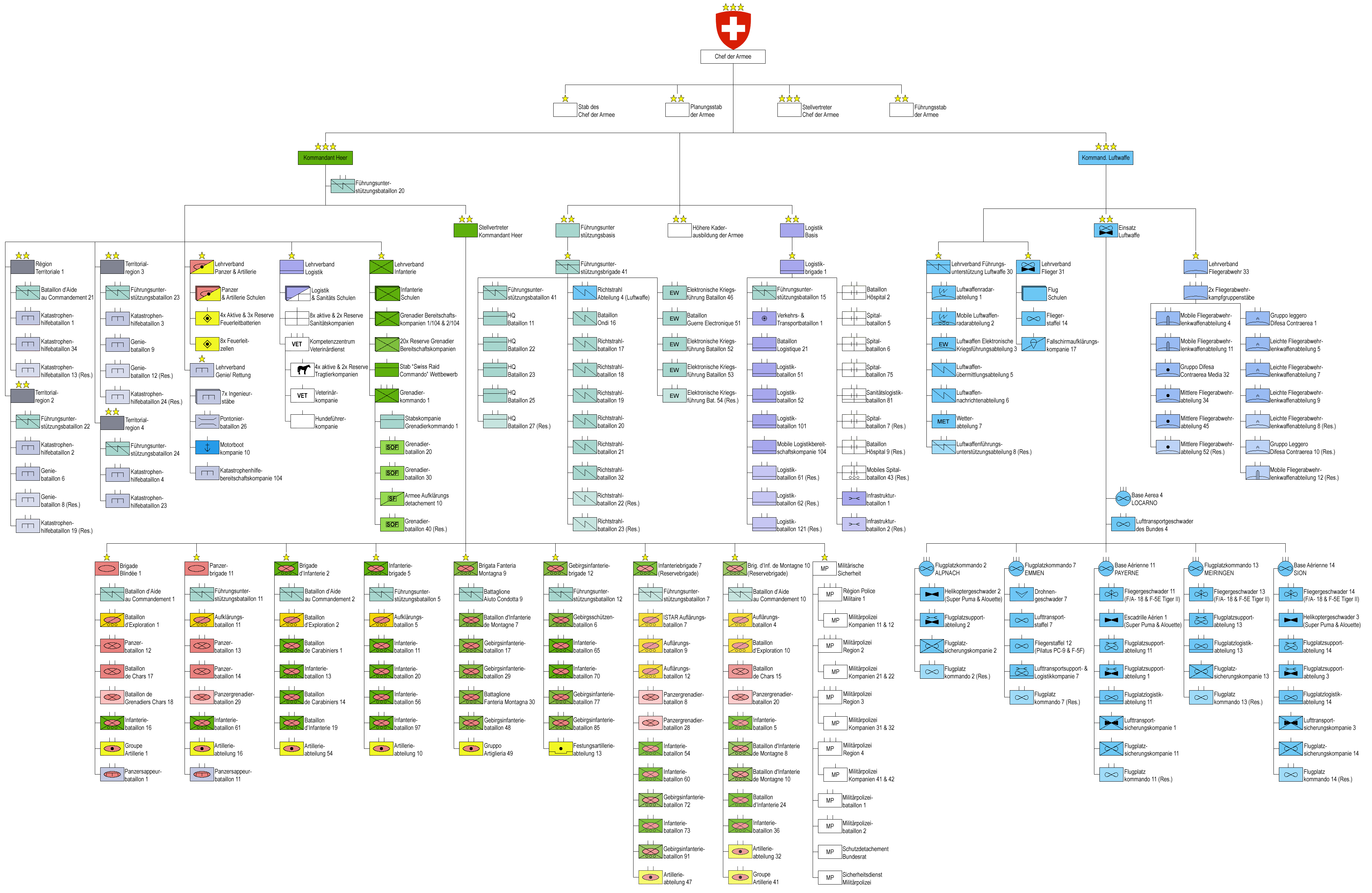
Die Gliederung der Schweizer Armee nach der Armeereform XXI

### Armeeführung (Gruppe Verteidigung)
- Chef der Armee,
- Chef Operationen, Stellvertreter Chef der Armee (Stv CdA)

- Hauptquartier der Armee:

- Armeestab (A Stab): 

- Armeeplanung 
- Operative Schulung 
- Internationale Beziehungen Verteidigung (V) 
- Personal V
- Finanzen V
- Immobilien V
- Informations- und Objektsicherheit (IOS)

- Führungsstab der Armee (FST A): 

- Personelles der Armee (FGG 1) 
- Militärischer Nachrichtendienst (FGG 2) 
- Operationen (J3/9)
- Unterstützung (FGG 4/6)
- Ausbildung (FGG 7)
- Kompetenzzentrum ABC-KAMIR
- Kompetenzzentrum SWISSINT
- Militärische Sicherheit 
- Kommando Spezialkräfte

- Heer 
Kompetenzzentrum Gebirgsdienst
- Luftwaffe 
- Höhere Kaderausbildung der Armee (HKA) 
- Logistikbasis der Armee (LBA) 
- Führungsunterstützungsbasis (FUB) 

### Heer
- Kommandant Heer

- Heeresstab 
- Lehrverband Infanterie 
- Lehrverband Panzer / Artillerie 
- Lehrverband Genie / Rettung / ABC 
- Lehrverband Logistik 
- Territorialregion 1  
Westschweiz (GE, VD, NE, JU, FR, BE, VS)
- Territorialregion 2  
Nordwestschweiz (BS, SO, BL, AG, LU, OW, NW)
- Territorialregion 3  
Südostschweiz (ZG, SZ, UR, TI, GR)
- Territorialregion 4  
Nordostschweiz (ZH, SH, TG, SG, GL, AI, AR)
- Panzerbrigade 1 
- Panzerbrigade 11 
- Infanteriebrigade 2 
- Infanteriebrigade 5 
- Infanteriebrigade 7 (Reserve) 
- Gebirgsinfanteriebrigade 9 
- Gebirgsinfanteriebrigade 10 
- Gebirgsinfanteriebrigade 12 (Reserve) 
- Kompetenzzentrum Militärmusik

### Luftwaffe
- Kommandant Luftwaffe

- Fliegerärztliches Institut
- Luftwaffenstab 
- Lehrverband Führungsunterstützung 30 
- Lehrverband Flieger 31 
- Lehrverband Fliegerabwehr 33 
- Einsatz Luftwaffe 

- Flugplatzkommando Meiringen

- Fliegergeschwader 13

- Fliegerstaffel 11 (F/A-18)

- Flugplatzkommando Payerne

- Fliegergeschwader 11

- Fliegerstaffel 6 (F-5E)
- Fliegerstaffel 17 (F/A-18)
- Fliegerstaffel 18 (F/A-18)

- Lufttransportgeschwader 1 (Super Puma, Cougar, EC635)

- Lufttransport Staffel 1
- Lufttransport Staffel 5

- Flugplatzkommando Sion

- Fliegergeschwader 14

- Fliegerstaffel 19 (F-5E)

- Flugplatzkommando Emmen

- Drohnenstaffel 7 (ADS 95)
- Patrouille Suisse (F-5E)
- Lufttransport Staffel 7 (Pilatus Porter)

- Flugplatzkommando Locarno
- Flugplatzkommando Alpnach

- Lufttransportgeschwader 2 (Super Puma, Cougar, EC635)

- Lufttransport Staffel 6
- Lufttransport Staffel 8

- Lufttransportgeschwader 3 (Super Puma, Cougar, EC635) Bemerkung: Das LT-Geschwader 3 ist auf dem Flugplatz Dübendorf stationiert, untersteht jedoch dem Flugplatzkommando Alpnach.

- Lufttransport Staffel 3
- Lufttransport Staffel 4

### Höhere Kaderausbildung der Armee (HKA)
- Kommandant Höhere Kaderausbildung der Armee

- Zentralschule 
- Generalstabsschule 
- Militärakademie an der ETH Zürich (MILAK) 
- Berufsunteroffiziersschule der Armee (BUSA) 

### Logistikbasis der Armee (LBA)
- Chef Logistikbasis der Armee

- LOGISTIK@V, Logistikführung, Systemmanagement
- Logistikbrigade 1 
- Systeme, Material und Infrastruktur
- Sanität / Oberfeldarzt 
- Armeeapotheke

### Führungsunterstützungsbasis (FUB)
- Chef Führungsunterstützungsbasis

- Kundenmanagement, Stab, Architektur / Projekte / Entwicklung Basisinfrastruktur
- Operations
- Arbeitsplatzsysteme
- Enterprise Resource Planning Systems
- Komm- & Fachsysteme
- Zentrum elektronische Operationen (ZEO)
- Kommando Ausbildung und Einsätze / Führungsunterstützungsbrigade 41